# Cyanotrikit
Cyanotrikit är ett blått ovanligt sekundärt kopparmineral med sidenlyster vars namn kommer från grekiskans ord för blå och hår. Det är ett kristallvattenhaltigt sulfat med den kemiska formeln Cu4Al2(SO4)(OH)12·2H2O. Man hittar oftast mineralet i oxiderade kopparsulfidmalmer och kan då vara lönsamnt som malmmineral. Mineralet uppträder nålformat och ibland som tofsbollar. 

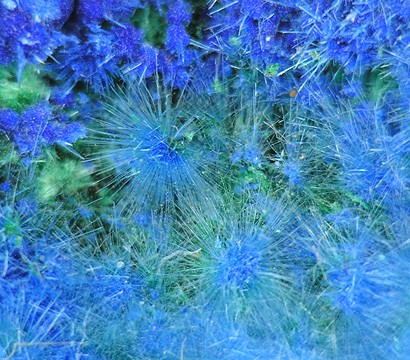
Cyanotrikit från Grand View Mine, Arizona, USA. Övriga mineral är mörkgrön brochantit, ljusgrön malakit, blekblå chalcoalunit och djupblå azurit.